# Unto Vartiovaara

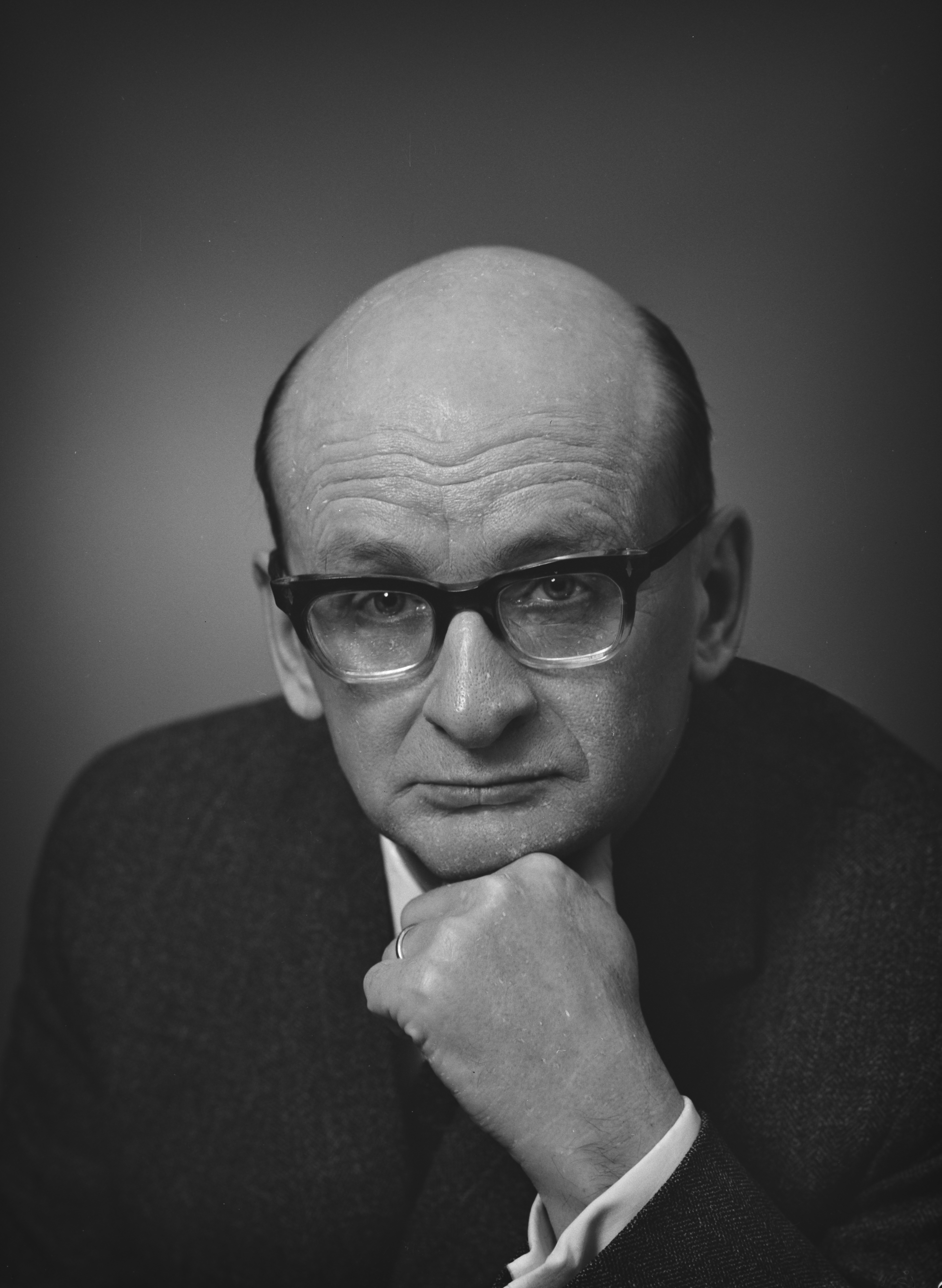
Unto Vartiovaara, 1964.

Unto Johannes Vartiovaara, född 24 juni 1904 i Kuolajärvi, död 4 januari 1999 i Helsingfors, var en finländsk mikrobiolog.
Vartiovaara blev agronomie- och forstdoktor 1935. Han var 1937–1940 docent och tillförordnad extra ordinarie professor i mikrobiologi vid Helsingfors universitet, 1940–1948 extra ordinarie professor samt därefter ordinarie professor i ämnet fram till 1970. 
Från 1951 var Vartiovaara medlem i byggnadskommittén för Viks försöksanstalt och 1964–1970 dess ordförande. Han gjorde en avgörande insats då det gällde att utveckla och flytta ut undervisningen i agroforstvetenskapliga fakulteten från stadskärnan till Vik samt tog initiativ bland annat till inrättandet av nya lärostolar i huslig ekonomi, näringskemi, limnologi och kötteknologi.
Vartiovaara var grundare av och styrelsemedlem i Societas microbiologica fenniae 1945–1963. Han utgav den första finskspråkiga läroboken i mikrobiologi, Mikrobiologian perusteita I-II (1949–1953). 

## Utmärkelser
- Kommendörstecknet av Finlands Lejons orden,  1954[1]
- Kommendörstecknet av Finlands Vita Ros’ orden,  1964[1]

[Redigera Wikidata]